# 川白苞芹
川白苞芹（学名：Nothosmyrnium japonicum var. sutchuensis）是伞形科白苞芹属白苞芹的变种。分布于中国大陆的云南、湖北、甘肃、四川、广东、江西、陕西、广西等地，多生长于林下草丛中，目前尚未由人工引种栽培。